# Albert Ball
Albert Ball (Nottingham, 14 de agosto de 1896 — Annœullin, 7 de maio de 1917 foi um piloto de caça britânico durante a Primeira Guerra Mundial. No instante de sua morte, ele era o ás da aviação do Reino Unido, com 44 vitórias, e continuava sendo o quarto maior artilheiro, atrás de Edward Mannock, James McCudden e George McElroy.

## Infância e educação
Albert Ball nasceu em 14 de agosto de 1896 em uma casa em Lenton Boulevard em Lenton, Nottingham. Após uma série de mudanças em toda a área, sua família se estabeleceu em Sedgley em Lenton Road. Seus pais eram Albert Ball, um empresário de sucesso que deixou de trabalhar como encanador para se tornar Lord Mayor de Nottingham, e que mais tarde foi nomeado cavaleiro, e Harriett Mary Page. Albert tinha dois irmãos, um irmão e uma irmã. Seus pais eram considerados amorosos e indulgentes. Ball, quando era jovem, tinha uma pequena residência atrás da residência da família, onde consertava motores e equipamentos elétricos. Ele foi criado com conhecimento de armas de fogo e praticava tiro ao alvo nos jardins de Sedgley. Possessor de visão aguçada, ele seguidamente se tornou um excelente atirador. Ele também era profundamente religioso. Isso não restringiu sua temeridade em atividades infantis como o salto de obstáculos; em seu aniversário de 16 anos, ele acompanhou um trabalhador local até o topo de uma alta chaminé de fábrica e caminhou despreocupado com a altura.
Ball estudou na Lenton Church School, The King's School, Grantham e Nottingham High School antes de se transferir para o Trent College em janeiro de 1911, aos 14 anos. Como estudante, mostrou apenas uma boa capacidade, mas conseguiu despertar a sua curiosidade por coisas simples. Seus melhores temas foram carpintaria, modelagem, violino e fotografia. Ele também serviu no Corpo de Treinamento de Oficiais. Albert deixou a escola em dezembro de 1913, aos 17 anos, e o seu pai o ajudou a conseguir um emprego na Universal Engineering Works, próxima à residência da família.

## Primeira Guerra Mundial

### Serviço de guerra inicial
Após a eclosão da Primeira Guerra Mundial em agosto de 1914, Ball se alistou no Exército Britânico, juntando-se ao 2/7 (Robin Hood) Batalhão dos Sherwood Foresters (Regimento de Nottinghamshire e Derbyshire). Logo promovido a sargento, ganhou sua patente de segundo-tenente em 29 de outubro. Ele foi designado para treinar recrutas, mas esse papel de escalão de retaguarda o incomodava. Em uma tentativa de entrar em ação, ele foi transferido no início do ano seguinte para a North Midlands Cyclist Company, Divisional Mounted Troops, mas permaneceu confinado a um posto na Inglaterra. Em 24 de fevereiro de 1915, ele escreveu a seus pais: “Acabei de enviar cinco meninos para a França e ouvi dizer que eles estarão na linha de fogo na segunda-feira. É apenas minha sorte não poder ir.”
Em março de 1915, Ball começou um noivado de curta duração com Dorothy (Dot) Elbourne. Em junho, ele decidiu fazer aulas particulares de voo no Hendon Aerodrome, o que lhe daria uma saída para seu interesse pela engenharia e possivelmente o ajudaria a entrar em ação na França mais cedo. Ele pagou para realizar treinamento de piloto em seu próprio tempo na Ruffy-Baumann School, que cobrava £75 a £100 por instrução (£5.580 a £7.440 em preços de 2010).
Bola estimularia às 3:00 da madrugada para dirigir sua motocicleta para Ruffy-Baumann para executar voo ao amanhecer, antes de iniciar seu serviço militar diário às 6h45. Seu treinamento na Ruffy-Baumann não foi único; Edwin Cole estava aprendendo a voar lá ao mesmo tempo.

### Treinamento de voo militar e trabalho de reconhecimento

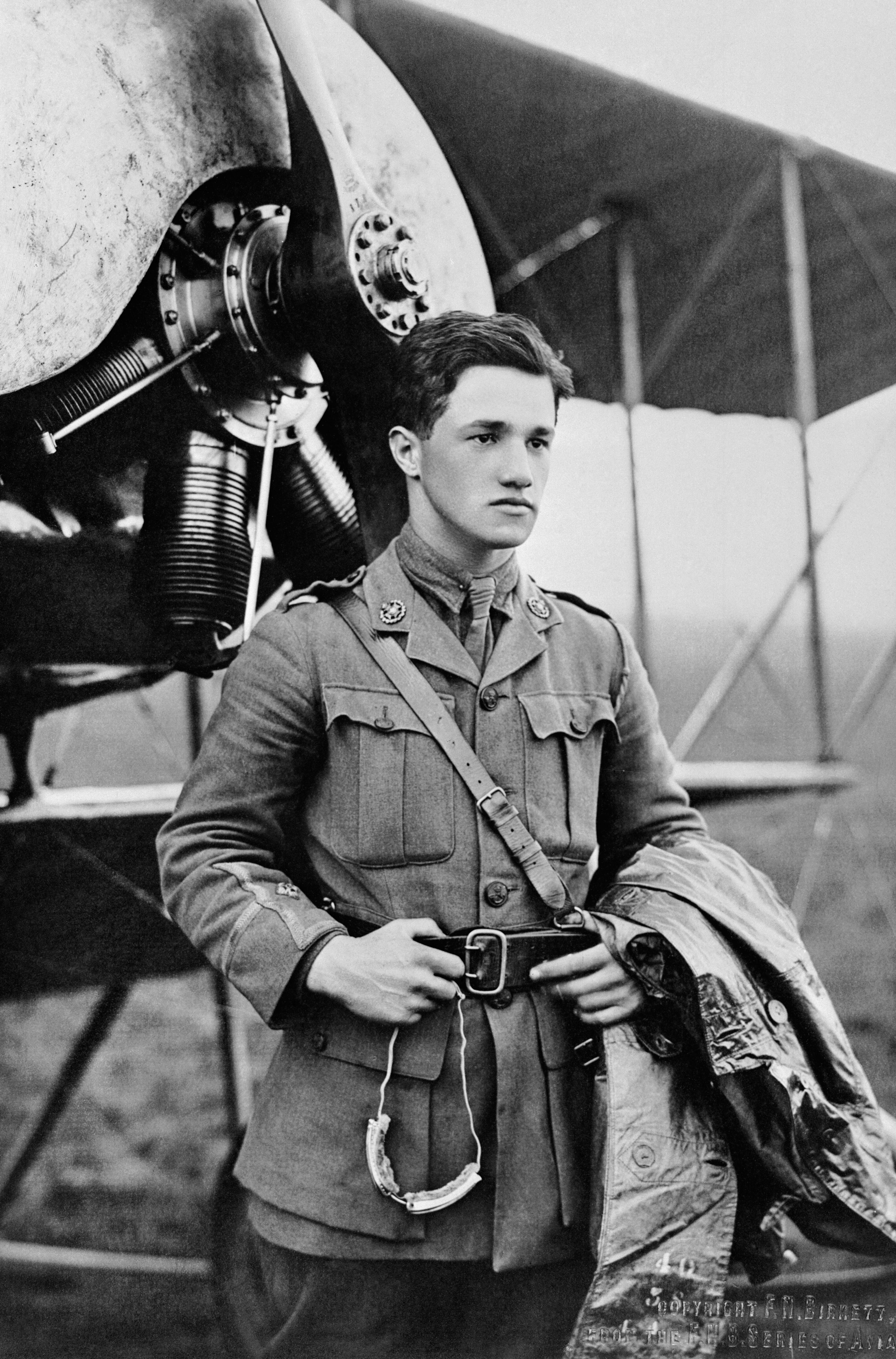
Bola com um obsoleto Caudron G.3, amplamente usado como treinador em 1915–16

Embora considerado um piloto mediano na melhor das hipóteses por seus instrutores, Ball qualificou-se para o certificado do Royal Aero Club (no. 1898) em 15 de outubro de 1915, e prontamente solicitou a transferência para o Royal Flying Corps (RFC). Ele foi destacado para No. 9 (Reserve) Squadron RFC em 23 de outubro e treinou no aeródromo Mousehold Heath perto de Norwich. Na primeira semana de dezembro, ele solou em um Maurice Farman Longhorn após ficar de plantão a noite toda, e seu touchdown foi difícil. Quando seu instrutor comentou sarcasticamente sobre o pouso, Ball exclamou com raiva que tinha apenas 15 minutos de experiência no avião e que, se essa fosse a melhor instrução que receberia, preferia voltar para sua antiga unidade. O instrutor cedeu e Ball então voltou a solo e pousou com sucesso em cinco vôos consecutivos. Sua aterrissagem difícil não foi a última em que Ball esteve envolvido; ele sobreviveu a outros dois. Ele completou seu treinamento na Central Flying School, Upavon, e recebeu suas asas em 22 de janeiro de 1916. Uma semana depois, ele foi oficialmente transferido da North Midlands Cyclist Company para a RFC como piloto.

### Postagem inicial de lutador
Em 7 de maio de 1916, Ball foi colocado no. 11 Squadron, que operava uma mistura de caças, incluindo Bristol Scouts, Nieuport 16s e Royal Aircraft Factory FE2b ”pushers”. Após o primeiro dia de voo com sua nova unidade, ele escreveu uma carta para casa reclamando de cansaço. Ele estava insatisfeito com a higiene de seu alojamento designado na aldeia mais próxima e optou por morar em uma barraca na linha de voo. Ball construiu uma cabana para substituir a barraca e cultivou um jardim.

### Segundo posto de combatente

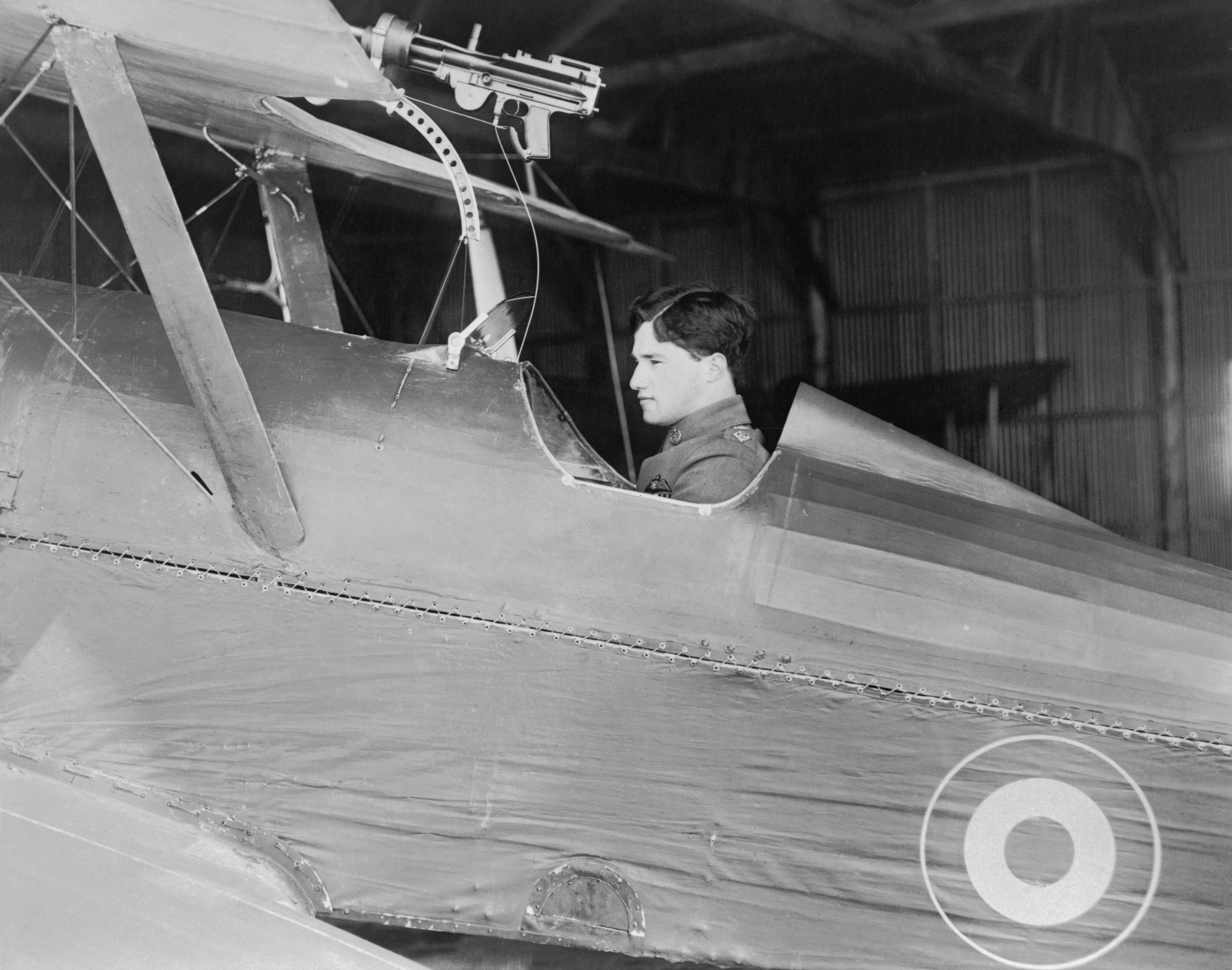
Bola no cockpit de seu SE5, abril de 1917

A inação irritou Ball, e ele começou a agitar para retornar ao serviço de combate. Ele finalmente conseguiu obter uma postagem como comandante de voo com No. 56º Esquadrão RFC, considerado o mais próximo de uma unidade de elite estabelecida pelo RFC. Ball ainda era o primeiro entre os ases da Grã-Bretanha, e alguns documentos sugerem que seu apego ao No. 56 Squadron foi planejado para ser temporário. De acordo com um relato, ele deveria servir na unidade por apenas um mês para orientar os pilotos novatos.

## Legado pós-guerra

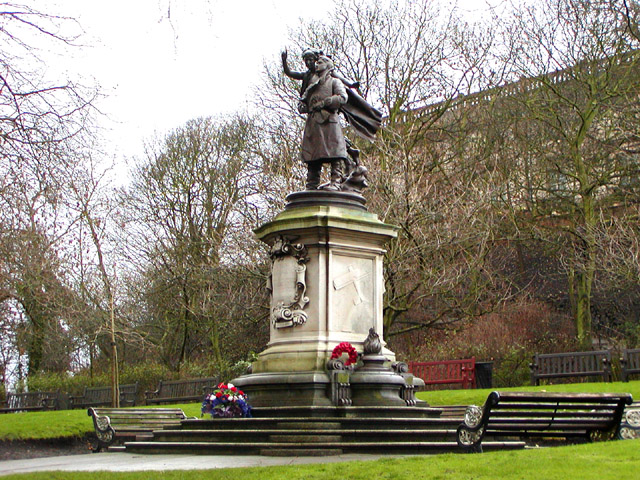
Estátua do Capitão Albert Ball no Castelo de Nottingham

Em 2006, Ball foi um dos seis ganhadores da Victoria Cross a aparecer em uma edição especial comemorativa dos selos do Royal Mail marcando o 150º aniversário do prêmio. Em 2015, Ball foi destaque em uma moeda de £5 (emitida em prata e ouro) em um conjunto de seis moedas em comemoração ao Centenário da Primeira Guerra Mundial pela Royal Mint. Sua Victoria Cross é exibida no Museu do Castelo de Nottingham com suas outras medalhas e memorabilia, incluindo um para-brisa Avro furado por balas, uma seção da tubulação do motor de um de seus Nieuports danificados, seu Pergaminho e Caixão da Liberdade de Nottingham e várias cartas e outros papéis. Um estudo de retrato de Noel Denholm Davis está na coleção dos Museus e Galerias de Nottingham City.

## Citações de prêmios
- Victoria Cross

Tenente (capitão temporário) Albert Ball, D.S.O., M.C., falecido em Notts. e Derby. R., e R.F.C.

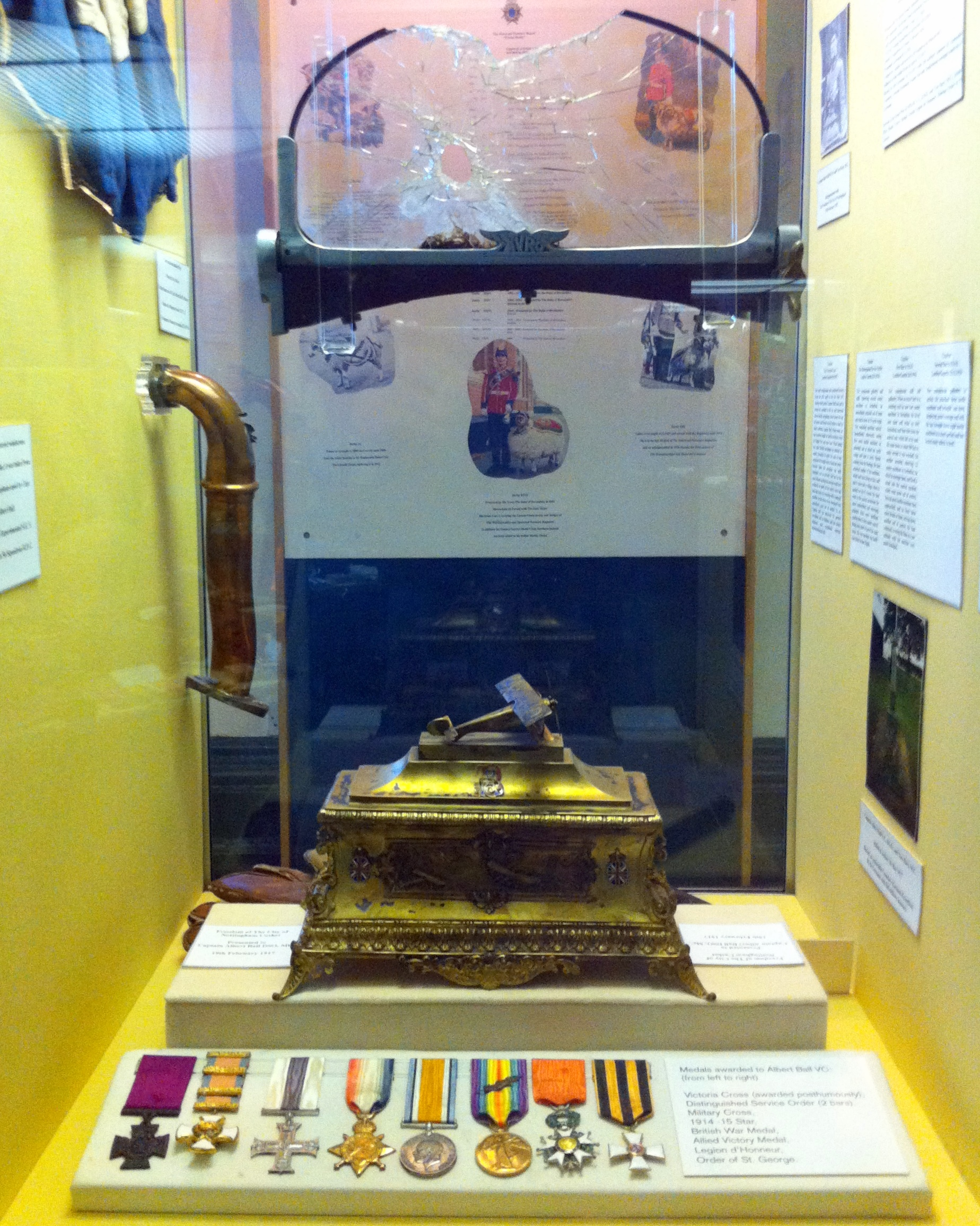
Ball's medals and other memorabilia in Nottingham Castle Museum. Da esquerda para a direita, as medalhas são: Victoria Cross, Distinguished Service Order com duas barras, Military Cross, 1914–15 Star, British War Medal, Allied Victory Medal, Legion of Honor (Knight's Cross), Order of St George.

Pela bravura mais conspícua e consistente de 25 de abril a 6 de maio de 1917, período durante o qual o capitão Ball participou de 26 combates no ar e destruiu 11 aviões hostis, derrubou dois fora de controle e forçou vários outros a pousar.
Nesses combates, o capitão Ball, voando sozinho, em uma ocasião lutou contra seis máquinas hostis, em duas ocasiões lutou contra cinco e em uma vez contra quatro. Ao liderar dois outros aviões britânicos, ele atacou uma formação inimiga de oito aeronaves. Em cada uma dessas ocasiões, ele derrubou pelo menos um inimigo.
Em várias ocasiões, seu avião foi seriamente danificado, uma vez tão seriamente que, se não fosse pelo manuseio mais delicado, sua máquina teria caído, pois quase todos os fios de controle haviam sido atingidos. Ao retornar com uma máquina danificada, ele sempre teve que ser impedido de sair imediatamente em outra.

Ao todo, o capitão Ball destruiu quarenta e três aviões alemães e um balão, e sempre demonstrou coragem, determinação e habilidade excepcionais.
- Cruz Militar (MC)

Por sua habilidade e bravura notáveis em muitas ocasiões, principalmente quando, após não conseguir destruir um balão de pipa inimigo com bombas, voltou para buscar um novo suprimento, voltou e o derrubou em chamas. Ele fez grandes execuções em aviões inimigos. Em uma ocasião, atacou seis em um único voo, derrubou dois e expulsou os outros. Isso ocorreu vários quilômetros acima das linhas inimigas.